# Diplocentrus gladiator
Espèce
Diplocentrus gladiator est une espèce de scorpions de la famille des Diplocentridae.

## Distribution
Cette espèce est endémique du Chiapas au Mexique. Elle se rencontre vers Ocozocoautla de Espinosa.

## Description
La femelle holotype mesure 97,6 mm et le mâle paratype 71,1 mm.

## Publication originale
- Beutelspacher & Trujillo, 1999 : Una especie nueva de Diplocentrus Peters (Scorpionida: Diplocentridae) de Chiapas, Mexico. Revista Nicaraguense de Entomologia, vol. 50, p. 1-11.